# وندوور دود پیتو
وندوور دود پیتو (به فرانسوی: Vendeuvre-du-Poitou) یک کمون در فرانسه است که در Canton of Neuville-de-Poitou واقع شده‌است.

## خصوصیات
وندوور دود پیتو ۴۱٫۶۲ کیلومترمربع مساحت و ۲٬۷۹۸ نفر جمعیت دارد و ۱۰۰ متر بالاتر از سطح دریا واقع شده‌است.